# Distrikt Gomba
Gomba ist ein Distrikt in Zentraluganda. Die Hauptstadt des Distrikts ist Kanoni. 

## Lage
Der Distrikt Gomba grenzt im Westen und Norden an den Distrikt Mubende, im Nordosten an den Distrikt Mityana und im Osten an den Distrikt Butambala. Der Distrikt Kalungu, der Distrikt Bukomansimbi und der Distrikt Sembabule liegen südlich des Distrikts Gomba.

## Geschichte
Der Distrikt Gomba entstand 2010 aus Teilen des Distrikts Mpigi.

## Demografie
Die Bevölkerungszahl wird für 2020 auf 173.800 geschätzt. Davon lebten im selben Jahr 7,8 Prozent in städtischen Regionen und 92,2 Prozent in ländlichen Regionen.
| Zensusjahr | Einwohnerzahl |
| ---------- | ------------- |
| 1994       | 119.550       |
| 2002       | 133.264       |
| 2014       | 159.922       |